# Émile Erckmann
Émile Erckmann, né le 20 mai 1822 à Phalsbourg et mort le 14 mars 1899 à Lunéville en France, est un écrivain français.
Il est plus connu sous le nom de plume commun d’« Erckmann-Chatrian » qu’il partageait avec son ami Alexandre Chatrian.

## Biographie

### Les débuts
L'enfance d'Erckmann est liée à la petite ville de Phalsbourg. Il passa son baccalauréat en 1841, à Nancy, puis commença du droit à Paris en 1842.
Il publia une première brochure : Du recrutement militaire, en 1843. Deux ans plus tard, il rata sa troisième année de droit et rentra à Phalsbourg, malade de la typhoïde.
Au printemps 1847, Erckmann fit la connaissance de Chatrian, alors maître d’étude au collège de Phalsbourg. Ils devinrent amis et passèrent leurs vacances d'été ensemble.
Pendant un séjour à Paris, Erckmann fut témoin de la Révolution de 1848. Très inspiré, il fonda un club avec Chatrian à Phalsbourg et dirigea un journal à Strasbourg, qui ne dura pas longtemps. Au début des années 1850 ils publièrent quelques feuilletons dans Le Démocrate du Rhin, en s'attendant à une gloire littéraire rapide, mais après quelques années ce fut la désillusion.
Erckmann partit alors vivre à Rosny-sous-Bois et reprit ses études de droit en 1854.

### Le succès
La reconnaissance arriva enfin vers 1859 : les publications se succédèrent et ils commencèrent à être connus sous le pseudonyme d’« Émile Erckmann-Chatrian ». À l'époque, leur registre était celui des nouvelles et des contes fantastiques. Ils s'installèrent tous deux à Paris, près de la gare de Paris-Est et revinrent régulièrement en Lorraine.
Pendant la guerre franco-prussienne de 1870, Erckmann était à Phalsbourg lors de la défaite de Mac-Mahon en août 1870. La ville soutint un siège qui dura du 10 août au 12 décembre. Il regagna alors Paris. Les œuvres des deux Lorrains eurent par la suite un succès très lié au désir de revanche français et à la nostalgie de la « ligne bleue des Vosges ».
À partir de 1872, Erckmann écrivit plutôt des romans tandis que Chatrian s’occupait de théâtre. En septembre, Erckmann emménagea à Saint-Dié. Il fit tout un périple l'année suivante en Méditerranée orientale : Égypte, Liban, Syrie, Grèce…

### La fin
Erckmann refusa en 1886 de signer la nouvelle convention négociée par Chatrian avec leur éditeur. L'année suivante, Chatrian, atteint par une maladie mentale, écrivit à Erckmann qu'il rémunérait des « nègres » avec leurs fonds communs : ce fut la fin de leur association et de leur amitié.
En 1889, Erckmann se vit refuser le droit de résider à Phalsbourg ; il s’installa alors à Lunéville où il resta jusqu'à sa mort ; Chatrian l’ayant précédé de 9 ans.
Une partie du musée militaire et de Erckmann-Chatrian de Phalsbourg lui est consacré. Ses traits nous restent fixés par un médaillon en bronze dû au sculpteur Auguste Davin et conservé au Musée de Grenoble.
Il est inhumé à Lunéville.

## Portraits d'Émile Erckmann
- Auguste Davin, Médaillon d'Emile Erckmann, 1901, plâtre. Coll. musée de Grenoble (MG 1338)